# Onitis proximus
Onitis proximus là một loài bọ cánh cứng trong họ Bọ hung (Scarabaeidae).